# 川口 (川口市)
川口（かわぐち）は、埼玉県川口市の町名。現行行政地名は川口一丁目から川口六丁目。住居表示実施地区。郵便番号は332-0015。

## 地理
町の範囲は、中央地区と横曽根地区をまたいでおり、川口駅の西口とその周辺にあたる。川口駅の東口と比べて一般住宅が多く、企業などは少ない。リプレ川口など複数の高層マンションが建っている。
また、町内には川口総合文化センター（リリア）やキュポ・ラ、川口西公園などの市の公共施設が建ち並ぶ。

### 地価
住宅地の地価は2022年（令和4年）1月1日の公示地価によれば川口5-11-25の地点で35万7000円/m2となっている。

## 歴史
- 1974年（昭和49年）9月1日 - 住居表示の実施により、寿町、錦町、仲町、飯塚町から川口一丁目〜六丁目が成立する[7]。

### 地名の由来
川口（旧北足立郡川口町）の中心街を構成していた町々が合併し成立したことからこの名が付いた。

### 町名の変遷
| 実施後     | 実施年月日 | 実施前                  |
| ---------- | ---------- | ----------------------- |
| 川口一丁目 | 1974年     | 飯塚町1丁目、寿町       |
| 川口二丁目 | 1974年     | 寿町                    |
| 川口三丁目 | 1974年     | 飯塚町1丁目、寿町、錦町 |
| 川口四丁目 | 1974年     | 錦町                    |
| 川口五丁目 | 1974年     | 仲町1丁目、錦町         |
| 川口六丁目 | 1974年     | 仲町1丁目、錦町         |

## 世帯数と人口
2018年（平成30年）3月1日現在の世帯数と人口は以下の通りである。
| 丁目       | 世帯数    | 人口     |
| ---------- | --------- | -------- |
| 川口一丁目 | 1,656世帯 | 3,669人  |
| 川口二丁目 | 1,455世帯 | 2,675人  |
| 川口三丁目 | 602世帯   | 1,174人  |
| 川口四丁目 | 1,491世帯 | 2,814人  |
| 川口五丁目 | 1,705世帯 | 3,458人  |
| 川口六丁目 | 645世帯   | 1,149人  |
| 計         | 7,554世帯 | 14,939人 |

## 小・中学校の学区
市立小・中学校に通う場合、学区（校区）は以下の通りとなる。
| 丁目       | 番地         | 小学校             | 中学校           |
| ---------- | ------------ | ------------------ | ---------------- |
| 川口一丁目 | 全域         | 川口市立舟戸小学校 | 川口市立南中学校 |
| 川口二丁目 | 全域         | 川口市立舟戸小学校 | 川口市立南中学校 |
| 川口三丁目 | 1番1号〜99号 | 川口市立舟戸小学校 | 川口市立南中学校 |
| 川口三丁目 | 2番1号〜99号 | 川口市立飯仲小学校 | 川口市立西中学校 |
| 川口三丁目 | 3番1号〜99号 | 川口市立飯塚小学校 | 川口市立西中学校 |
| 川口四丁目 | 全域         | 川口市立飯仲小学校 | 川口市立西中学校 |
| 川口五丁目 | 全域         | 川口市立飯仲小学校 | 川口市立西中学校 |
| 川口六丁目 | 全域         | 川口市立飯仲小学校 | 川口市立西中学校 |

## 交通

### 鉄道
- JR京浜東北線 ■川口駅

### バス
川口駅西口ロータリーが町内にあるため、多くの路線が運行している。
また、川口駅より戸田市側にかけての荒川土手沿いに工場が密集しているため、朝夕を中心に従業員専用の送迎バスが頻繁に乗り入れている。
- 川口駅西口

| 乗り場     | 乗り場 | 系統   | 主要経由地                                     | 行先                         | 運行事業者                              | 所管         | 備考           |
| ---------- | ------ | ------ | ---------------------------------------------- | ---------------------------- | --------------------------------------- | ------------ | -------------- |
| 川口駅西口 | 1      | 川51   | 原町・西川口五丁目                             | 西川口駅西口                 | 川口                                    |              |                |
| 川口駅西口 | 2      | 川50   | 横曽根・障害者福祉会館・喜沢第一公園           | 前新田循環：川口駅西口       | 川口                                    |              |                |
| 川口駅西口 | 3      | 川52   | 横曽根・障害者福祉会館・戸田公園駅             | 下笹目                       | 戸田                                    | 平日朝夕運転 |                |
| 川口駅西口 | 3      | 川口01 | 西川口五丁目・川口市役所前・鳩ヶ谷庁舎         | 川口・鳩ヶ谷線：鳩ヶ谷駅東口 | 川口市コミュニティバス みんななかまバス | 川口         | 平日土曜運転   |
| 川口駅西口 | 3      | 川口02 | リボンシティ・SKIPシティ・川口市立医療センター | 青木線：鳩ヶ谷駅東口         | 川口市コミュニティバス みんななかまバス | 鳩ヶ谷       | 平日土曜運転   |
| 川口駅西口 | 4      | 川100  | 障害者福祉会館（途中乗降場あり）               | 戸田ボートレース場           | ■国際興業                               | 戸田         | 無料送迎バス   |
| 川口駅西口 | 4      | 貸切   |                                                | 前澤工業株式会社             |                                         |              | 従業員輸送専用 |

- 川口西公民館　(国際興業バス 川50・川52　川口駅西口行方向のみ町内範囲内)
- 川口六丁目　(国際興業バス 川50・川52 川口駅西口行) (国際興業バス 川50　前新田循環) (国際興業バス 川52　戸田公園駅経由下笹目行)
- 飯仲小学校　(国際興業バス 川50・川52　川口駅西口行方向のみ町内範囲内)
- 川口二丁目　(国際興業バス 川51　西川口駅西口行)(国際興業バス 川51　川口駅西口行)
- 西口通り　(国際興業バス 川51　西川口駅西口行方向のみ町内範囲内)
- 飯塚一丁目　(国際興業バス 川51　西川口駅西口行方向のみ町内範囲内)

- また、川口駅東口ロータリーの南側にあるバス降車専用場も町内範囲内である。

### 道路
- 埼玉県道89号川口停車場線（川口本町大通） - 川口駅前で掠める。
- 東京都道・埼玉県道68号練馬川口線 - 通称オリンピック道路。
  - 川口陸橋
- 環状線通
- 妙仙寺浮間通り
- リリアパークトンネル

## 施設
1丁目
- キュポ・ラ
  - 川口市立中央図書館
  - 川口駅前行政センター
- オーベルタワー川口コラージュ
- 川口寿町郵便局
- 善光寺通り公園
- 南寿町公園

2丁目
- 川金ホールディングス本社ビル
- セレモニー川口ホール
- 川口労働基準監督署
- 川口2丁目公園
- 天理教足立分教会

3丁目
- 川口総合文化センター（リリア）
- 若者自立支援センター埼玉
- 川口市横曽根浄水場
- 川口駅西口郵便局
- 川口西公園(リリアパーク) - 一部が4丁目に跨る

4丁目
- 日本水道協会 東京検査事業所

5丁目
- 川口仲町郵便局
- 川口市立川口西保育園
- 川口市仲町一丁目町会会館 - 川口西保育園に隣接する。
- 二本木稲荷神社
- 中町1丁目公園

6丁目
- 川口市立西スポーツセンター
- 青木信用金庫 飯仲支店
- 巣鴨信用金庫 西川口支店
- 川口南幼稚園
- 川口アイ保育園
- 妙仙寺 - 日蓮宗の仏教寺院
  - 仙太郎墓苑
- 仙太郎第1公園
- 仙太郎第2公園